# Bittacus saigusai
Bittacus saigusai is een schorpioenvlieg uit de familie van de hangvliegen (Bittacidae). De wetenschappelijke naam van de soort is voor het eerst geldig gepubliceerd door Miyamoto in 1984.
De soort komt voor in Japan.